# Рекрутська повинність
Ре́крутська пови́нність  — система комплектування регулярного війська в Московії (від 1721 року Російській імперії), запроваджена у 1705 році.
В Україні рекрутська повинність було поширена після ліквідації залишків державності в 1780 роках. Полягала в зобов'язанні населення податних станів (селян, міщан та ін.) поставляти в армію новобранців-рекрутів, а від дворян  — офіцерів. У рекрути брали чоловіків віком 15-20 років (до 1708), згодом  — 20-30 (1726), 1727—66 — «різного» віку, наступні роки  — 17-35 років. Загальна чисельність і час набору визначалися перед кожним набором. Спочатку рекрутів набирали з розрахунку від кількості дворів (1 рекрут на 20 дворів), з 1724 — від певної кількості «ревізьких душ». Набори (з 1000 душ) поділялися на звичайні  — 5-7 чол., посилені  — до 10 чол., надзвичайні  — понад 10.
Під час Кримської війни 1853-56 набори доходили до 70 рекрутів на кожну тис. чол. населення. Термін служби рекрута до 1793 був довічним. З 1793 рекрути служили 25 років, з 1834 — 20, у 1855-72 було встановлено послідовно 12-, 10- та 7-річні строки. Кандидатури рекрутів визначала міська або селянська громада. Набір рекрутів з поміщицьких селян повністю залежав від волі поміщика. Кріпак, який потрапляв в армію за Р.п., звільнявся від кріпосної залежності. Для дворян-офіцерів до 1736 строк служби був довічним. У 1736 стали звільняти від військової служби у дворянській сім'ї одного з братів, а довічну службу їм замінили на 25 років. З 1762 дворянство повністю звільнялось від Р.п., а згодом й інші категорії населення  — купці, сім'ї священнослужителів, жителі Бессарабії та віддалених районів Сибіру. В 1872 було дозволено вносити викуп за звільнення від Р.п.
Статут про військову повинність 1874 ліквідував систему Р.п,, яка була замінена загальною військовою повинністю. Строк дійсної військової служби встановлювався: у сухопутних військах  — 6 років (9 років військовозобов'язаний перебував у запасі), на флоті  — 7 років (3 роки у запасі). Особи, які мали освіту, служили від 6 місяців до 4 років.